# Sofia Guillermina Burillo Amezcua
Sofia Guillermina Burillo Amezcua (Coatepec, 30 de septiembre de 1942) es una investigadora mexicana especializada en química de radiaciones. Es fundadora y encargada del Laboratorio de Química de Radiaciones en macromoléculas en el Instituto de Ciencias Nucleares de la Universidad Nacional Autónoma de México (UNAM). Recibió el Premio Nacional de Química Andrés Manuel del Río 2015. Su investigación se enfoca en la formación de redes poliméricas interpretantes e injertos de sistemas poliméricos inteligentes con respuesta a la temperatura.

## Trayectoria Académica
Desde la infancia se sentía atraída por la física, las matemáticas y la química. Estudió el bachillerato en la Escuela Nacional Preparatoria Plantel 5 José Vasconcelos, donde sus maestros la motivaron a estudiar la licenciatura en química.
Se graduó con mención honorífica de la licenciatura en química y maestría en ciencias nucleares por la Facultad de Química de la Universidad Nacional Autónoma de México (UNAM). Al término se mudó a Francia para estudiar el doctorado en ciencias nucleares en la Universidad Pierre y Marie Curie en el laboratorio de Adolphe Chapiro. Obtuvo el grado de doctorado en 1983. Posteriormente realzó una estancias postdoctoral en la Universidad de Arizona, trabajando en un proyecto para la Fuerza Aérea de los Estados Unidos.
A su regreso a México fundó el Laboratorio de Química de Radiaciones en Macromoléculas en la UNAM. En sus inicios trabajó con isótopos radioactivos y posteriormente estudiando la química de radiaciones en carbohidratos y compuestos biológicos. Su equipo de trabajo es el único en México que trabaja en química de radiaciones en polímeros y su trabajo ha sido reconocido y premiado a nivel internacional.
De 1997 a 2004 fungió como Jefa del Departamento de Química de Radiaciones y Radioquímica ICN UNAM. Es investigadora de tiempo completo en el Instituto de Ciencias Nucleares UNAM, profesora de la Facultad de Química UNAM y colaboradora en el Laboratorio Nacional de Investigaciones en Forense Nuclear. Desde 2020 es miembro emérita del Sistema Nacional de Investigadores (SNI), y evaluadora del mismo de 2012 a 2014. También es integrante de la Academia Nacional de Ciencias.
Ha participado como plenarista en múltiples conferencias nacionales e internacionales. De igual forma, ha organizado y coorganizado de conferencias de talla internacional como el Pacific Polymer Conference, International Conference on Frontiers of Polymers and Advanced Materials, el Second Korea Mexico Bilateral Symposium on Polymer Science and Technology, entre otros. A lo largo de su trayectoria ha evaluado artículos en revistas internaciones como Radiation Physics and Chemistry, J. of Applied Polymer Science, Design of Monomers and Polymers, J. of Radioanalytical and Nuclear Chemistry, Polymer Degradation and Stability. En 2013 fue nominada como una de las evaluadoras más valiosas de la editorial Elsevier.

## Líneas de Investigación
Una de sus líneas de investigación consiste en la creación de soportes poliméricos con propiedades para la retención y liberación controlada de fármacos. En su laboratorio diseñan polímeros inteligentes capaces de sufrir cambios en volumen ante cambios de temperatura, pH, o la presencia de campos magnéticos o eléctricos. Esto permite una liberación controlada de los fármacos a tiempos o en sitios específicos. Con este trabajo se has logrado la funcionalización de gasas de algodón para implementarles fármacos antiinflamatorios y que permitan la rápida cicatrización de los tejidos.
Otra de sus investigaciones, en el campo de  la polimerización por radiación ionizante ayudó a constatar que el efecto de auto aceleración en la polimerización de acrilonitrilo y ácido acrílico es un efecto de matriz. Los resultados de su trabajo sobre la reticulación de polímeros por radiación dieron lugar a los rendimientos radioquímicos más altos encontrados en policloruro de vinilo (PVC) y alcohol polivinílico (PVOH)

## Premios y reconocimientos
Su trayectoria científica y trabajos de investigación han sido reconocidos por diversos organismos nacionales e internacionales. Entre sus principales premios se encuentran:
- 2015: Premio Nacional de Química Andrés Manuel del Río en la categoría de investigación. Este premio es otorgado por la Sociedad Química de México.[11][12]
- 2014: Premio Who´s Who en reconocimiento como la mujer del año. Otorgado por el International Biographical Centre.
- 2014: Reconocimiento a la mujer ICN.
- 2012: Medalla Posgrado UNAM
- 2010: Premio al mejor artículo publicado en 2010. Otorgado por la división de química nuclear de la American Chemical Society.
- 2010: Mención honorífica por la Facultad de Química,UNAM.
- 2006 y 2014: Pride D UNAM
- 2004: Premio Sor Juana Inés de la Cruz
- 1997-2001: Premio Catedrático UNAM

### Sociedades científicas
Pertenece a varias sociedades científicas, e incluso en algunas de ellas ha formado parte de las mesas directivas.
- Miembro de la Academia Nacional de Ciencias.
- Integrante de la Sociedad Polimérica de México. Ocupó la presidencia en el periodo 1999-2001.
- Miembro de la Sociedad Química de México. Integrante de la mesa directiva de 2002 a 2004, y jefa de la división de polímeros de 2000 a 2007.

## Producción científica
La científica mexicana ha realizado más de 150 publicaciones científicas de sus investigaciones. Ha dirigido a múltiples estudiantes de licenciatura, maestría y doctorado y presentado sus investigacioes en diversos congresos nacionales e internacionales. Es también responsable de proyectos DGAPA y CONACYT. Entre sus publicaciones más destacadas se encuentran:
- Surface functionalization of polypropylene and polyethylene films with allylamine by gamma radiation, 2019.
- Radiación gamma para el diseño de sistemas inteligentes en liberación controlada de fármacos e ingeniería de tejidos. Libro: Biomateriales Aplicados al Diseño de sistemas terapéuticos Avanzados Universidad de Coímbra,2015.
- Singly and binary grafted poly(vinyl chloride) urinary catheters that elute cirpofloxacin and prevent bacteria adhesion, 2015.